# Iwięcino
Iwięcino [ivjɛnˈt͡ɕinɔ] (trước đây Đức Eventin) là một ngôi làng ở quận hành chính của Gmina Sianow, trong Koszaliński, Zachodniopomorskie, ở tây bắc Ba Lan. Nó nằm khoảng 8 kilômét (5 mi) phía bắc Sianów, 14 km (9 mi) phía đông bắc Koszalin và 148 km (92 mi) về phía đông bắc của thủ đô khu vực Szczecin.
Cho đến năm 1653, ngôi làng là một phần của Duchy of Pomerania. Nó là một phần của Brandenburg, sau đó là Đức, cho đến khi kết thúc Thế chiến II. Đối với lịch sử sau chiến tranh của khu vực, xem Lịch sử của Pomerania.
Ngôi làng có dân số là 290 người.